# Course en ligne masculine aux championnats du monde de cyclisme sur route 1991
Navigation
Utsunomiya 1990 Benidorm 1992
La course en ligne masculine des championnats du monde de cyclisme sur route 1991 a eu lieu le dimanche 25 août 1991 à Stuttgart, en Allemagne, sur une distance de 252,8 kilomètres. Elle a été remportée par l'Italien Gianni Bugno, qui s'est imposé au sprint devant le Néerlandais Steven Rooks et l'Espagnol Miguel Indurain.

## Qualification

### Nations participantes
| - Allemagne (12) - Argentine (1) - Australie (8) - Autriche (4) - Belgique (13) - Brésil (1) - Canada (2) - Colombie (9) - Danemark (12) | - Espagne (12) - États-Unis (12) - France (12) - Irlande (4) - Italie (12) - Japon (8) - Mexique (2) - Norvège (5) - Nouvelle-Zélande (2) | - Pays-Bas (12) - Pologne (3) - Portugal (7) - Royaume-Uni (6) - Suède (2) - Suisse (12) - Tchécoslovaquie (2) - Union soviétique (12) - Venezuela (3) |

## Classement
Source : Pro Cycling Stats. 96 coureurs (sur les 190 inscrits au départ) ont terminé la course.
| #   | D.  | Coureur                 | Pays             | Temps           |
| --- | --- | ----------------------- | ---------------- | --------------- |
| 1er | 90  | Gianni Bugno            | Italie           | 6 h 20 min 23 s |
| 2e  | 114 | Steven Rooks            | Pays-Bas         | + 0 s           |
| 3e  | 143 | Miguel Indurain         | Espagne          | + 0 s           |
| 4e  | 32  | Álvaro Mejía            | Colombie         | + 0 s           |
| 5e  | 68  | Kai Hundertmarck        | Allemagne        | + 11 s          |
| 6e  | 47  | Bjarne Riis             | Danemark         | + 11 s          |
| 7e  | 16  | Dirk De Wolf            | Belgique         | + 11 s          |
| 8e  | 3   | Stephen Hodge           | Australie        | + 11 s          |
| 9e  | 91  | Davide Cassani          | Italie           | + 11 s          |
| 10e | 141 | Federico Echave         | Espagne          | + 11 s          |
| 11e | 95  | Maurizio Fondriest      | Italie           | + 11 s          |
| 12e | 88  | Franco Ballerini        | Italie           | + 11 s          |
| 13e | 160 | Piotr Ugrumov           | Union soviétique | + 11 s          |
| 14e | 17  | Rudy Dhaenens           | Belgique         | + 11 s          |
| 15e | 43  | Bo Hamburger            | Danemark         | + 11 s          |
| 16e | 59  | Laurent Fignon          | France           | + 11 s          |
| 17e | 93  | Claudio Chiappucci      | Italie           | + 11 s          |
| 18e | 118 | Gert-Jan Theunisse      | Pays-Bas         | + 11 s          |
| 19e | 167 | Heinz Imboden           | Suisse           | + 11 s          |
| 20e | 108 | Miguel Arroyo           | Mexique          | + 11 s          |
| 21e | 64  | Gérard Rué              | France           | + 11 s          |
| 22e | 36  | William Palacio         | Colombie         | + 11 s          |
| 23e | 20  | Luc Roosen              | Belgique         | + 11 s          |
| 24e | 37  | Efraín Rico             | Colombie         | + 11 s          |
| 25e | 62  | Marc Madiot             | France           | + 11 s          |
| 26e | 63  | Charly Mottet           | France           | + 11 s          |
| 27e | 169 | Erich Maechler          | Suisse           | + 11 s          |
| 28e | 83  | Martin Earley           | Irlande          | + 11 s          |
| 29e | 56  | Bruno Cornillet         | France           | + 11 s          |
| 30e | 66  | Rolf Gölz               | Allemagne        | + 11 s          |
| 31e | 1   | Daniel Castro           | Argentine        | + 11 s          |
| 32e | 6   | Neil Stephens           | Australie        | + 11 s          |
| 33e | 124 | Dag Otto Lauritzen      | Norvège          | + 11 s          |
| 34e | 182 | Andrew Hampsten         | États-Unis       | + 3 min 36 s    |
| 35e | 140 | Pedro Delgado           | Espagne          | + 5 min 19 s    |
| 36e | 113 | Frans Maassen           | Pays-Bas         | + 6 min 14 s    |
| 37e | 15  | Michel Dernies          | Belgique         | + 7 min 18 s    |
| 38e | 41  | Kim Andersen            | Danemark         | + 7 min 18 s    |
| 39e | 71  | Jens Heppner            | Allemagne        | + 7 min 18 s    |
| 40e | 166 | Mauro Gianetti          | Suisse           | + 7 min 18 s    |
| 41e | 180 | Michael Engleman        | États-Unis       | + 7 min 18 s    |
| 42e | 24  | Eric Van Lancker        | Belgique         | + 7 min 18 s    |
| 43e | 8   | Scott Sunderland        | Australie        | + 7 min 18 s    |
| 44e | 171 | Pascal Richard          | Suisse           | + 7 min 18 s    |
| 45e | 44  | Brian Holm Sørensen     | Danemark         | + 7 min 18 s    |
| 46e | 97  | Marco Giovannetti       | Italie           | + 7 min 18 s    |
| 47e | 61  | Luc Leblanc             | France           | + 7 min 18 s    |
| 48e | 79  | Robert Millar           | Royaume-Uni      | + 7 min 18 s    |
| 49e | 53  | Jean-François Bernard   | France           | + 11 min 31 s   |
| 50e | 18  | Johan Museeuw           | Belgique         | + 11 min 31 s   |
| 51e | 107 | Raúl Alcalá             | Mexique          | + 11 min 31 s   |
| 52e | 92  | Bruno Cenghialta        | Italie           | + 11 min 31 s   |
| 53e | 110 | Erik Breukink           | Pays-Bas         | + 11 min 31 s   |
| 54e | 164 | Laurent Dufaux          | Suisse           | + 11 min 31 s   |
| 55e | 55  | Jean-Claude Colotti     | France           | + 11 min 31 s   |
| 56e | 65  | Udo Bölts               | Allemagne        | + 11 min 31 s   |
| 57e | 74  | Mario Kummer            | Allemagne        | + 11 min 31 s   |
| 58e | 123 | Atle Kvålsvoll          | Norvège          | + 11 min 31 s   |
| 59e | 22  | Edwig Van Hooydonck     | Belgique         | + 11 min 31 s   |
| 60e | 25  | Rudy Verdonck           | Belgique         | + 11 min 31 s   |
| 61e | 94  | Franco Chioccioli       | Italie           | + 11 min 31 s   |
| 62e | 58  | Gilles Delion           | France           | + 11 min 31 s   |
| 63e | 168 | Fabian Jeker            | Suisse           | + 11 min 31 s   |
| 64e | 69  | Andreas Kappes          | Allemagne        | + 11 min 31 s   |
| 65e | 170 | Felice Puttini          | Suisse           | + 11 min 31 s   |
| 66e | 21  | Frank Van Den Abeele    | Belgique         | + 11 min 31 s   |
| 67e | 50  | Johnny Weltz            | Danemark         | + 11 min 31 s   |
| 68e | 30  | Alberto Camargo         | Colombie         | + 11 min 31 s   |
| 69e | 139 | Eduardo Chozas          | Espagne          | + 11 min 31 s   |
| 70e | 14  | Claude Criquielion      | Belgique         | + 11 min 31 s   |
| 71e | 31  | Carlos Mario Jaramillo  | Colombie         | + 11 min 31 s   |
| 72e | 145 | Marino Lejarreta        | Espagne          | + 11 min 31 s   |
| 73e | 11  | Harald Maier            | Autriche         | + 11 min 31 s   |
| 74e | 146 | Javier Murguialday      | Espagne          | + 11 min 31 s   |
| 75e | 4   | Allan Peiper            | Australie        | + 11 min 31 s   |
| 76e | 147 | Álvaro Pino             | Espagne          | + 11 min 31 s   |
| 77e | 38  | Abelardo Rondón         | Colombie         | + 11 min 31 s   |
| 78e | 130 | Marek Szerszyński       | Pologne          | + 11 min 31 s   |
| 79e | 96  | Alessandro Giannelli    | Italie           | + 11 min 31 s   |
| 80e | 70  | Dominik Krieger         | Allemagne        | + 11 min 31 s   |
| 81e | 73  | Uwe Ampler              | Allemagne        | + 11 min 31 s   |
| 82e | 67  | Falk Boden              | Allemagne        | + 11 min 31 s   |
| 83e | 27  | Mauro Ribeiro           | Brésil           | + 11 min 31 s   |
| 84e | 23  | Benjamin Van Itterbeeck | Belgique         | + 11 min 31 s   |
| 85e | 125 | Olaf Lurvik             | Norvège          | + 11 min 31 s   |
| 86e | 126 | Atle Pedersen           | Norvège          | + 11 min 31 s   |
| 87e | 77  | Malcolm Elliott         | Royaume-Uni      | + 11 min 31 s   |
| 88e | 165 | Fabian Fuchs            | Suisse           | + 11 min 31 s   |
| 89e | 101 | Masatoshi Ichikawa      | Japon            | + 11 min 31 s   |
| 90e | 35  | Jorge Otálvaro          | Colombie         | + 11 min 31 s   |
| 91e | 5   | Eddie Salas             | Australie        | + 11 min 31 s   |
| 92e | 134 | Delmino Pereira         | Portugal         | + 11 min 31 s   |
| 93e | 129 | Marek Kulas             | Pologne          | + 11 min 31 s   |
| 94e | 127 | Dag Erik Pedersen       | Norvège          | + 11 min 31 s   |
| 95e | 174 | Thomas Wegmüller        | Suisse           | + 16 min 38 s   |

| #   | D.  | Coureur                | Pays             | Temps         |
| --- | --- | ---------------------- | ---------------- | ------------- |
| 96e | 78  | Harry Lodge            | Royaume-Uni      | + 24 min 00 s |
|     | 2   | Phil Anderson          | Australie        | Abandon       |
|     | 7   | Clayton Stevenson      | Australie        | Abandon       |
|     | 9   | Malcolm Van Unen       | Australie        | Abandon       |
|     | 33  | Víctor Hugo Olarte     | Colombie         | Abandon       |
|     | 34  | Julio César Ortegón    | Colombie         | Abandon       |
|     | 51  | Kenneth Weltz          | Danemark         | Abandon       |
|     | 48  | Jesper Skibby          | Danemark         | Abandon       |
|     | 49  | Rolf Sørensen          | Danemark         | Abandon       |
|     | 45  | Søren Lilholt          | Danemark         | Abandon       |
|     | 46  | Peter Meinert-Nielsen  | Danemark         | Abandon       |
|     | 42  | John Carlsen           | Danemark         | Abandon       |
|     | 52  | Jesper Worre           | Danemark         | Abandon       |
|     | 28  | Steve Bauer            | Canada           | Abandon       |
|     | 29  | Brian Walton           | Canada           | Abandon       |
|     | 76  | Uwe Raab               | Allemagne        | Abandon       |
|     | 72  | Rolf Aldag             | Allemagne        | Abandon       |
|     | 75  | Olaf Ludwig            | Allemagne        | Abandon       |
|     | 162 | Hans Kindberg          | Suède            | Abandon       |
|     | 163 | Torbjörn Olsson        | Suède            | Abandon       |
|     | 80  | David Rayner           | Royaume-Uni      | Abandon       |
|     | 81  | Brian Smith            | Royaume-Uni      | Abandon       |
|     | 82  | Colin Sturgess         | Royaume-Uni      | Abandon       |
|     | 185 | Davis Phinney          | États-Unis       | Abandon       |
|     | 186 | Kurt Stockton          | États-Unis       | Abandon       |
|     | 176 | Andy Bishop            | États-Unis       | Abandon       |
|     | 178 | Michael Carter         | États-Unis       | Abandon       |
|     | 177 | Bart Bowen             | États-Unis       | Abandon       |
|     | 179 | Matt Eaton             | États-Unis       | Abandon       |
|     | 181 | Alexi Grewal           | États-Unis       | Abandon       |
|     | 187 | James Urbonas          | États-Unis       | Abandon       |
|     | 184 | Greg Oravetz           | États-Unis       | Abandon       |
|     | 183 | Greg LeMond            | États-Unis       | Abandon       |
|     | 173 | Daniel Steiger         | Suisse           | Abandon       |
|     | 175 | Guido Winterberg       | Suisse           | Abandon       |
|     | 172 | Tony Rominger          | Suisse           | Abandon       |
|     | 121 | Nathan Dahlberg        | Nouvelle-Zélande | Abandon       |
|     | 122 | John Mullan            | Nouvelle-Zélande | Abandon       |
|     | 188 | Alexis Omar Méndez     | Venezuela        | Abandon       |
|     | 190 | Leonardo Sierra        | Venezuela        | Abandon       |
|     | 189 | Richard Gustavo Parra  | Venezuela        | Abandon       |
|     | 100 | Kazuya Hashizume       | Japon            | Abandon       |
|     | 102 | Yoshihiro Ida          | Japon            | Abandon       |
|     | 99  | Akira Asada            | Japon            | Abandon       |
|     | 103 | Koki Kabasawa          | Japon            | Abandon       |
|     | 104 | Kyoshi Miwa            | Japon            | Abandon       |
|     | 106 | Masahiro Yasuhara      | Japon            | Abandon       |
|     | 105 | Yukiharu Mori          | Japon            | Abandon       |
|     | 128 | Zenon Jaskuła          | Pologne          | Abandon       |
|     | 136 | Luis Marques Santos    | Portugal         | Abandon       |
|     | 132 | Acácio da Silva        | Portugal         | Abandon       |
|     | 137 | Jorge Silva            | Portugal         | Abandon       |
|     | 135 | Orlando Rodrigues      | Portugal         | Abandon       |
|     | 133 | Manuel Cunha           | Portugal         | Abandon       |
|     | 131 | Joaquim Andrade        | Portugal         | Abandon       |
|     | 85  | Lawrence Roche         | Irlande          | Abandon       |
|     | 86  | Stephen Roche          | Irlande          | Abandon       |
|     | 84  | Sean Kelly             | Irlande          | Abandon       |
|     | 148 | Jesús Rodríguez Magro  | Espagne          | Abandon       |
|     | 138 | Marino Alonso          | Espagne          | Abandon       |
|     | 149 | José Luis Rodríguez    | Espagne          | Abandon       |
|     | 142 | Juan Carlos González   | Espagne          | Abandon       |
|     | 144 | Alberto Leanizbarrutia | Espagne          | Abandon       |
|     | 98  | Massimiliano Lelli     | Italie           | Abandon       |
|     | 87  | Moreno Argentin        | Italie           | Abandon       |
|     | 89  | Guido Bontempi         | Italie           | Abandon       |
|     | 60  | Laurent Jalabert       | France           | Abandon       |
|     | 57  | Armand de Las Cuevas   | France           | Abandon       |
|     | 54  | Thierry Claveyrolat    | France           | Abandon       |
|     | 120 | Marc van Orsouw        | Pays-Bas         | Abandon       |
|     | 119 | Adrie van der Poel     | Pays-Bas         | Abandon       |
|     | 116 | Jan Siemons            | Pays-Bas         | Abandon       |
|     | 109 | Eddy Bouwmans          | Pays-Bas         | Abandon       |
|     | 111 | Maarten den Bakker     | Pays-Bas         | Abandon       |
|     | 112 | Gerrit de Vries        | Pays-Bas         | Abandon       |
|     | 117 | John Talen             | Pays-Bas         | Abandon       |
|     | 115 | Eddy Schurer           | Pays-Bas         | Abandon       |
|     | 26  | Michel Vermote         | Belgique         | Abandon       |
|     | 19  | Wilfried Peeters       | Belgique         | Abandon       |
|     | 159 | Alexandre Troubine     | Union soviétique | Abandon       |
|     | 161 | Dimitri Vassilichenkov | Union soviétique | Abandon       |
|     | 155 | Youri Perunovski       | Union soviétique | Abandon       |
|     | 153 | Viktor Klimov          | Union soviétique | Abandon       |
|     | 158 | Andrei Toporizchev     | Union soviétique | Abandon       |
|     | 154 | Yuri Manuylov          | Union soviétique | Abandon       |
|     | 152 | Dimitri Jdanov         | Union soviétique | Abandon       |
|     | 151 | Romes Gainetdinov      | Union soviétique | Abandon       |
|     | 150 | Viatcheslav Ekimov     | Union soviétique | Abandon       |
|     | 156 | Assiat Saitov          | Union soviétique | Abandon       |
|     | 157 | Andreï Tchmil          | Union soviétique | Abandon       |
|     | 10  | Johann Lienhart        | Autriche         | Abandon       |
|     | 13  | Paul Popp              | Autriche         | Abandon       |
|     | 12  | Alois Pfleger          | Autriche         | Abandon       |
|     | 40  | Ján Svorada            | Tchécoslovaquie  | Abandon       |
|     | 39  | Peter Privara          | Tchécoslovaquie  | Abandon       |